# Katedra anglikańska św. Patryka w Armagh
Katedra anglikańska świętego Patryka (ang. Saint Patrick's Cathedral) — siedziba arcybiskupa Armagh Kościoła Irlandii. Jest również katedrą diecezji Armagh.
Początki katedry są związane z budową w 445 roku kamiennego kościoła na wzgórzu Druim Saileach (Willow Ridge) przez św. Patryka, wokół którego rozwinęła się wspólnota klasztorna. Kościół był i jest ośrodkiem Kościoła Irlandii. Po reformacji króla Henryka VIII w Irlandii katedra stała się coraz bardziej związana z utworzonym wtedy Kościołem Irlandii i znalazła się ostatecznie w rękach anglikańskich od panowania królowej Elżbiety I. katedra rzymskokatolicka została zbudowana na sąsiednim wzgórzu w XIX wieku. Obydwie katedry utrzymują ze sobą dobre stosunki. Sam kościół był niszczony i odbudowywany 17 razy. Gmach został odnowiony i odrestaurowany pod kierunkiem Deana Eoghana McCawella (1505-1549) na początku XVI wieku, po pożarze w 1511 roku, po którym znalazł się  w złym stanie. Wkrótce po jego śmierci katedra została opisana przez lorda kanclerza Thomasa Cusacka jako "jeden z najpiękniejszych i najlepszych kościołów w Irlandii". Ponownie kościół został znacznie odrestaurowany w latach 1834-1840 przez arcybiskupa lorda Johna George'a Beresforda i architekta Lewisa Nockallsa Cottinghama.